# عزيز الحق
عزيز الحق (1919 - 8 أغسطس 2012) إمام وباحث إسلامي من بنغلاديش.

## مسيرته
ولد عزيز الحق لعائلة سنة 1919 في لوهاجانج، مقاطعة مونشيغان، الهند البريطانية. بعدما أنهى دراسته الابتدائية، انضم عزيز الحق إلى الجامعة الإسلامية اليونسية في سن السابعة، حيث أمضى أربع سنوات تحت تأطير شمس الحق فريدبوري. بعد ذلك التحق بمدرسة بارا كتارا في عام 1931 وأكمل ماجستير الآداب وأمضى 12 سنة هناك.
في عام 1943، ذهب إلى الهند لاستكمال دراساته العليا، وانضم إلى الجماعة الإسلامية تاليمودين، في مدينة سورت، حيث درس على يد شبير أحمد العثماني. بعد ذلك توجّه إلى الجامعة الإسلامية دار العلوم ديوبند لدراسة التفسير، وحصل على شهادة من الشيخ محمد إدريس كاندھلوي.

### حياته المهنية
بدأ عزيز الحق حياته المهنية مدرسا في مدرسة بارا كتارا الموجود في مدينة دكا. عمل هناك من عام 1946 إلى عام 1952. ثم بدأ التدريس في الجامعة القرآنية العربية لالباغ منذ إنشائها في عام 1952، حيث عمل هناك في تدريس الطلاب صحيح البخاري بما في ذلك الكتب المهمة الأخرى حتى عام 1985. في عام 1978، لعب دورًا مهمًا في تشكيل مجلس بنغلادشي للتربية والتعليم المدرسي، وشغل منصب أمينها العام. في عام 1979، قام بتدريس صحيح البخاري في قسم الدراسات الإسلامية بجامعة دكا باعتباره أستاذاً زائراً، وقد درّس هناك لمدة ثلاث سنوات.[إخفاق التحقق] في عام 1986، أسس عزيز الحق مدرسة إسلامية تسمى الجامعة المحمدية العربية بالقرب من محمدبور، دكا. في عام 1988، قام بشراء قطعة أرض بالقرب من مسجد سات جامبوج في محمدبور، ونقل «الجماعة الإسلامية المحمدية العربية» هناك ليطلق عليها اسم «الجماعة الرحمانية العربية دكا». شغل منصب مدير الجامعة الإسلامية الشريعة ماليباغ لفترة معينة من الزمن.[بحاجة لمصدر] كما شغل منصب رئيس مجلس الإدارة لبنك العرفة الإسلامي.
في عام 2009، أدان عزيز الحق مع كبار العلماء المسلمون البنغال، في بيان مشترك إلى رئيسة الوزراء شيخة حسينة واجد، الإرهاب والتشدد المرتكبين باسم الإسلام.

### وفاته
توفي عزيز الحق في 8 أغسطس 2012 بمنزله في أزيمبور بالعاصمة دكا، عن عمر يناهز 94 سنة. وقد أعربت رئيسة الوزراء شيخة حسينة واجد عن صدمتها الشديدة لوفاته، كما استذكرت إسهاماته في المجتمع البنغلاديشي. قدّم التعازي لعائلته الرئيس محمد ظل الرحمن، وزعيمة المعارضة خالدة ضياء.